# Masayuki Uemura
Masayuki Uemura (Tokyo, 20 giugno 1943 – 6 dicembre 2021) è stato un autore di videogiochi, ingegnere e dirigente d'azienda giapponese.

## Biografia
Dopo essersi laureato al Chiba Institute of Technology e aver lavorato presso la Sharp Corporation, entrò a far parte della Nintendo nei primi anni settanta, lavorando con Gunpei Yokoi e Genyo Takeda sulla tecnologia delle celle solari. Diventato manager di Nintendo R&D2, Uemura fu il principale artefice del Nintendo Entertainment System e del Super NES. Uscì dalla Nintendo nel 2004 e divenne direttore del Center for Game Studies presso la Ritsumeikan University.